# 小牧市立篠岡小学校

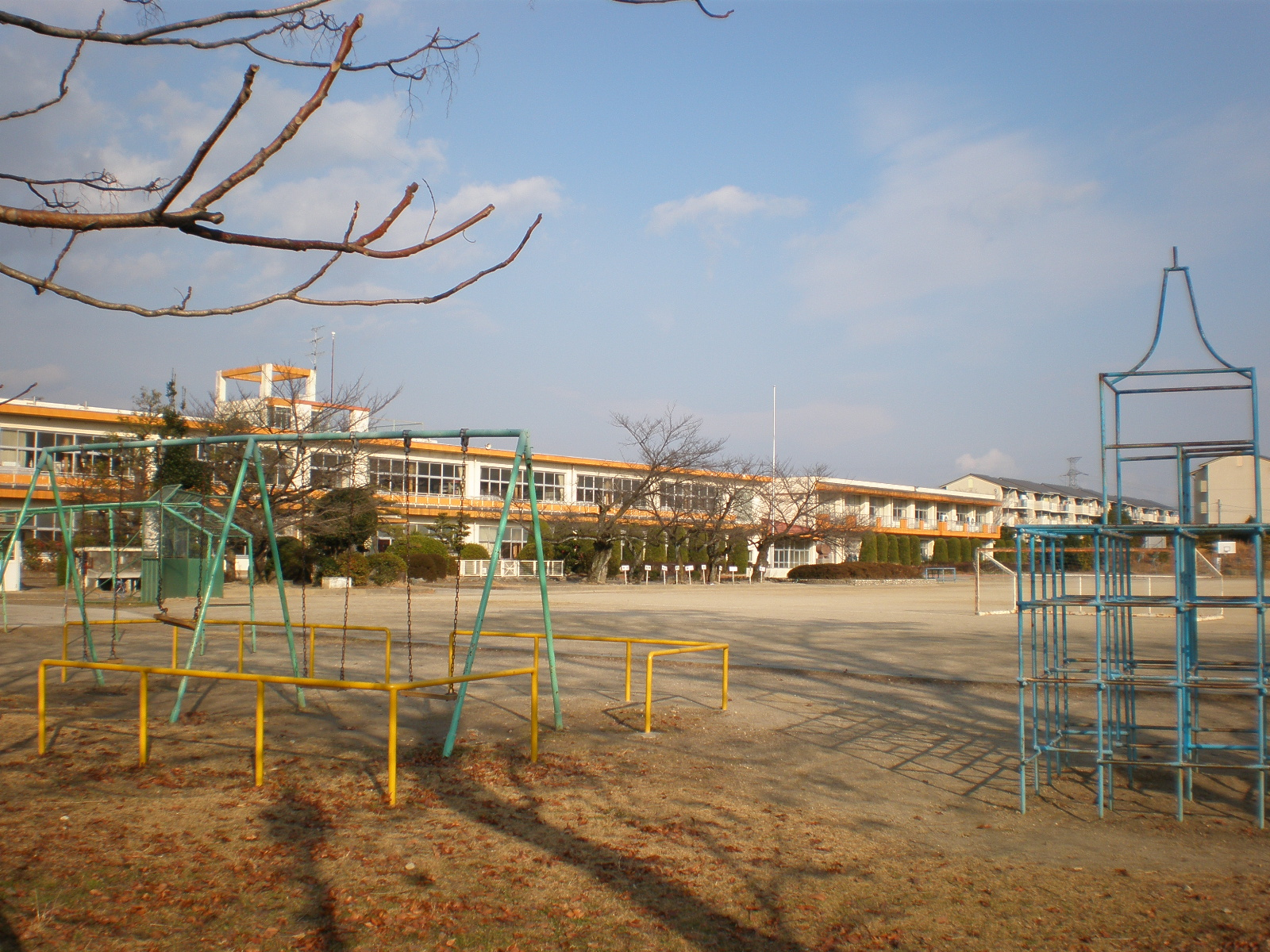
グラウンドと校舎

小牧市立篠岡小学校（こまきしりつ しのおかしょうがっこう）は、愛知県小牧市にある市立の小学校である。

## 所在地
愛知県小牧市篠岡2丁目25番地

## 周辺
- 小牧市立篠岡中学校
- 東部市民センター
- 篠岡児童館
- スカイステージ33
- 小牧市消防署東支署
- ホームセンターバロー 桃花台店
- フードショップ マルマツ